# Густаво Мунуа
Густаво Мунуа (ісп. Gustavo Munúa, нар. 27 січня 1978, Монтевідео) — уругвайський футболіст, що грав на позиції воротаря. По завершенні ігрової кар'єри — тренер. З 2020 року очолює тренерський штаб команди «Насьйональ».
Виступав, зокрема, за клуб «Насьйональ», а також національну збірну Уругваю.
Чотириразовий чемпіон Уругваю.

## Клубна кар'єра
У дорослому футболі дебютував 1996 року виступами за команду клубу «Насьйональ», в якій провів сім сезонів, взявши участь у 102 матчах чемпіонату. За цей час чотири рази виборював титул чемпіона Уругваю.
Своєю грою за цю команду привернув увагу представників тренерського штабу іспанського клубу «Депортіво», до складу якого приєднався 2003 року. Відіграв за клуб з Ла-Коруньї наступні шість сезонів своєї ігрової кар'єри, здебільшого як резервний голкіпер.
Протягом 2009—2010 років захищав кольори команди клубу «Малага».
До складу клубу «Леванте» приєднався 2010 року. За перші два сезони відіграв за валенсійський клуб 57 матчів у національному чемпіонаті.

## Виступи за збірну
1998 року дебютував в офіційних матчах у складі національної збірної Уругваю. Наразі провів у формі головної команди країни 22 матчі, пропустивши 35 голів.
У складі збірної був учасником чемпіонату світу 2002 року в Японії і Південній Кореї, а також розіграшу Кубка Америки 2001 року у Колумбії.

## Кар'єра тренера
Розпочав тренерську кар'єру відразу ж по завершенні кар'єри гравця, 2015 року, очоливши тренерський штаб рідного «Насьйоналя», де пропрацював з 2015 по 2016 рік.
Згодом працював з еквадорським «ЛДУ Кіто», а також в Іспанії з другою командою «Депортіво» (Ла-Корунья) та з «Картахеною».
2020 року повернувся на тренерський місток «Насьйоналя».
| Дата       | Місто             | Господарі      | Результат | Гості      | Турнір                          | Голи | Примітки |
| ---------- | ----------------- | -------------- | --------- | ---------- | ------------------------------- | ---- | -------- |
| 24-5-1998  | Сантьяго          | Чилі           | 2 – 2     | Уругвай    | товариський матч                | -2   |          |
| 17-2-2000  | Мальдонадо        | Уругвай        | 2 – 0     | Угорщина   | товариський матч                | -    |          |
| 14-7-2001  | Медельїн          | Болівія        | 0 – 1     | Уругвай    | Копа Америка 2001 - 1-й етап    | -    |          |
| 17-7-2001  | Медельїн          | Уругвай        | 1 – 1     | Коста-Рика | Копа Америка 2001 - 1-й етап    | -1   |          |
| 23-7-2001  | Вірменія          | Коста-Рика     | 1 – 2     | Уругвай    | Копа Америка 2001 - чвертьфінал | -1   | 90'      |
| 25-7-2001  | Перейра           | Мексика        | 2 – 1     | Уругвай    | Копа Америка 2001 - півфінал    | -2   |          |
| 7-10-2001  | Монтевідео        | Уругвай        | 1 – 1     | Колумбія   | Відбір до ЧС 2002               | -1   |          |
| 17-4-2002  | Мілан             | Італія         | 1 – 1     | Уругвай    | товариський матч                | -1   | 63'      |
| 12-5-2002  | Вашингтон         | США            | 2 – 1     | Уругвай    | товариський матч                | -2   |          |
| 20-11-2002 | Каракас           | Венесуела      | 1 – 0     | Уругвай    | товариський матч                | -1   |          |
| 8-6-2003   | Сеул              | Південна Корея | 0 – 2     | Уругвай    | товариський матч                | -    |          |
| 30-7-2003  | Монтевідео        | Уругвай        | 1 – 0     | Перу       | товариський матч                | -    |          |
| 30-7-2003  | Монтевідео        | Уругвай        | 5 – 3     | Ірак       | товариський матч                | -1   | 75'      |
| 20-8-2003  | Флоренція         | Аргентина      | 3 – 2     | Уругвай    | товариський матч                | -3   |          |
| 7-9-2003   | Монтевідео        | Уругвай        | 5 – 0     | Болівія    | Відбір до ЧС 2006               | -    |          |
| 10-9-2003  | Асунсьйон         | Парагвай       | 4 – 1     | Уругвай    | Відбір до ЧС 2006               | -4   |          |
| 15-11-2003 | Монтевідео        | Уругвай        | 2 – 1     | Чилі       | Відбір до ЧС 2006               | -1   |          |
| 19-11-2003 | Куритиба          | Бразилія       | 3 – 3     | Уругвай    | Відбір до ЧС 2006               | -3   |          |
| 18-2-2004  | Кінгстон (Ямайка) | Ямайка         | 2 – 0     | Уругвай    | товариський матч                | -1   | 46'      |
| 31-3-2004  | Монтевідео        | Уругвай        | 0 – 3     | Венесуела  | Відбір до ЧС 2006               | -3   |          |
| 1-6-2004   | Монтевідео        | Уругвай        | 1 – 3     | Перу       | Відбір до ЧС 2006               | -3   |          |
| 6-6-2004   | Барранкілья       | Колумбія       | 5 – 0     | Уругвай    | Відбір до ЧС 2006               | -5   |          |
| Усього     |                   | Матчів         | 22        |            | Голів                           | -35  |          |

## Титули і досягнення
- Чемпіон Уругваю (4):

«Насьйональ»: 1998, 2000, 2001, 2002